# Cappella Ghirlandaio
La Cappella Ghirlandaio si trova nel comune di Impruneta, alle porte di Firenze. Situata all'interno del "Podere Grande" a Colle Ramole che fu di Domenico e David del Ghirlandaio e, prima, in modo parziale del loro padre Tommaso, fu edificata ad uso privato della famiglia ed è decorata da affreschi realizzati dall'ultimo pittore della stirpe, Ridolfo (figlio di Domenico).

## Storia
Al tempo in cui il "Podere Grande" di Colle Ramole appartenne alla famiglia di pittori più celebre del Rinascimento, venne data una connotazione che lo avvicinava ad una dimora agreste (che non perse mai, naturalmente, la sua funzione di complesso agricolo) di una famiglia giunta, a Firenze, ad una discreta posizione socio-economica. L'edificazione di questa piccola cappella, ad uso privato della famiglia, è decorata da affreschi realizzati da Ridolfo intorno al 1518; mostrano l'intendimento del pittore, agiato, celebrato, legato saldamente alla famiglia granducale dei Medici di rendere omaggio al padre, a sé stesso e alla propria discendenza.

## L'affresco
Sulla parete dell'altare Ridolfo realizzò una finta architettura che simula un'arcata, entro la quale sono inseriti la Madonna col Bambino in trono con inginocchiati i santi Domenico e Benedetto, mentre nell'imbotte, ai lati del sacro gruppo, si trovano rappresentati, a monocromo, un'Annunciazione (a sinistra) e un Presepe (a destra), mentre in alto si sviluppano motivi a grottesche dai colori vivaci. Sulla medesima parete si trova un fastigio con due angeli che recano in mano una ghirlanda ciascuno, evocativa del soprannome con cui i Bigordi furono poi, e per sempre, noti: del Ghirlandaio.
Ai lati dell'affresco centrale sono dipinte, a monocromo, due nicchie con all'interno le rappresentazioni della fede e della speranza. Sulla parete sinistra, dall'alto, in un tondo, Ridolfo raffigurò suo padre Domenico a mezzo busto e, al di sotto, inginocchiati, se stesso con il figlio maggiore Domenico. Sull'altra parete l'artista affrescò le figure (quasi del tutto perdute ma il cui soggetto è suggerito da pubblicazioni novecentesche) della moglie Contessina con in braccio un infante (la sola immagine, di questo gruppo, ancora parzialmente visibile) e di una bambina: si tratta anche in questo caso di due dei numerosi figli (sedici complessivamente) nati da Ridolfo e dalla consorte. Questo piccolo, prezioso, nucleo di affreschi dovette essere eseguito, stando alle più aggiornate ricerche, intorno al 1518 tempo in cui la carriera artistica di Ridolfo e, al contempo, le sue fortune socio-economiche, avevano raggiunto il momento più alto, una congiuntura felice che poté condurre anche alle migliorie riguardanti le varie strutture architettoniche che compongono l'attuale dimora.

## Dopo la famiglia del Ghirlandaio
Dopo la morte di Ridolfo, avvenuta nel 1561, i suoi figli ed eredi vendettero il "Podere Grande" di Colle Ramole a Tommaso di Antonio del Maestro e da quel tempo, e fino a 1696, si assisté a vari passaggi di proprietà che condussero anche ad alcuni interventi architettonici, per esempio l'edificazione del frantoio prima del 1643, ma che non pare riguardassero la cappella. Giustappunto col 1696 il possedimento divenne proprietà dell'antica e nobile famiglia dei Pannocchieschi d'Elci, ed è proprio nella cappella che, a partire dagli anni Venti del XIX secolo, trovarono sepoltura alcuni esponenti di tale casato, secondo quanto si desume non solo dalle lapidi conservatesi fino a noi e ben visibili sulle pareti del sacello, ma anche dai resti delle spoglie mortali ritrovate nel luogo di inumazione posto al di sotto del pavimento davanti all'altare.

## Anni recenti
Dopo molti anni di abbandono, l'intero "Podere Grande" di Colle Ramole è stato oggetto di un profondo ed accurato restauro conservativo da parte di una famiglia fiorentina. Dal 2018 il "Podere Grande" di Colle Ramole è una struttura ricettiva con il nome di Dimora Ghirlandaio ed è possibile visitare la Cappella Ghirlandaio su prenotazione.

## Galleria d'immagini

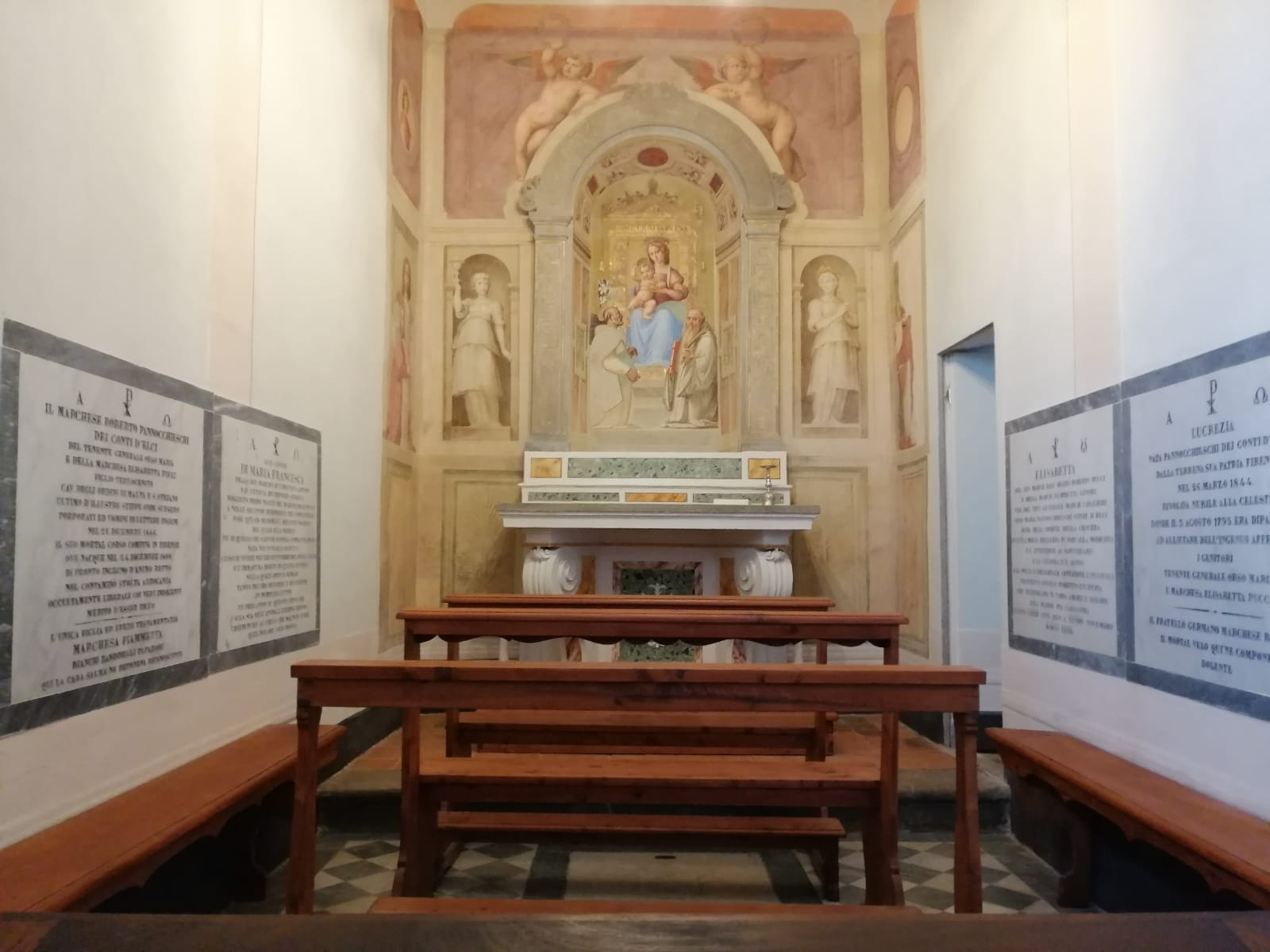
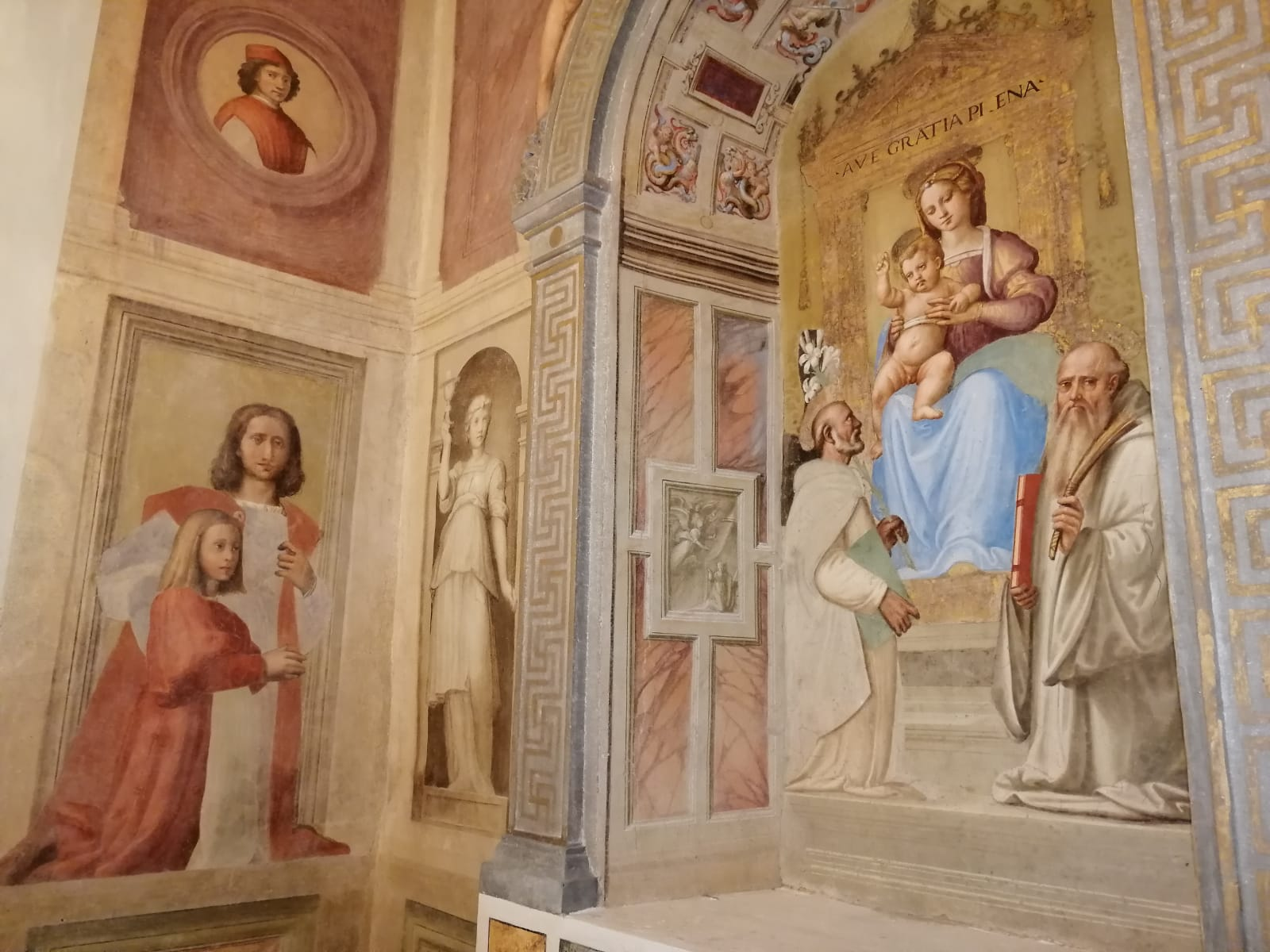